# Epistenia media
Epistenia media är en stekelart som beskrevs av Karl-Johan Hedqvist 1968. Epistenia media ingår i släktet Epistenia och familjen puppglanssteklar. Inga underarter finns listade i Catalogue of Life.